# Alexander Košenina

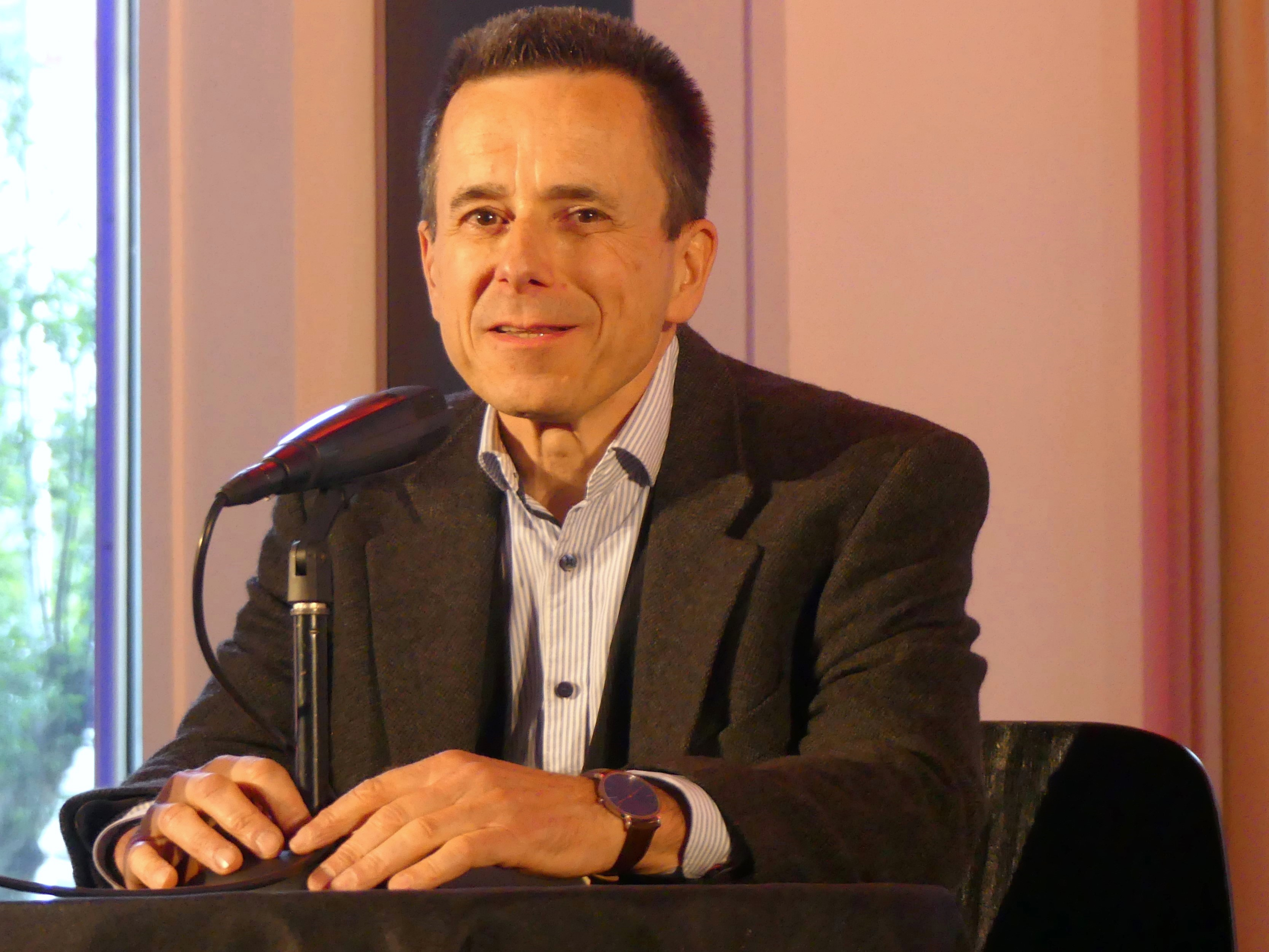
Alexander Košenina 2025

Alexander Košenina (geboren 14. Mai 1963 in Würzburg) ist ein deutscher Germanist und Literaturkritiker.   

## Leben |
Alexander Košenina studierte von 1982 bis 1988 Germanistik und Philosophie an den Universitäten Heidelberg und Berlin. An der FU Berlin war er ab 1990  Wissenschaftlicher Mitarbeiter und ab 1995 bis 2002 Wissenschaftlicher Assistent; 1993 wurde er bei Hans-Jürgen Schings mit der Dissertation zur „eloquentia corporis“ im 18. Jahrhundert promoviert, 2001 habilitiert. 2004 wurde er Professor für Deutsche Literatur an der University of Bristol, seit 2008 ist er Professor für Deutsche Literatur des 17. bis 19. Jahrhunderts an der Universität Hannover. Gastprofessuren führten ihn nach Japan (Tokio), China (Guangzhou, Peking), Amerika (Cincinnati, Columbus, Davis, Madison, Nashville) und Kanada (Vancouver). Košenina ist seit 1998 Mitherausgeber der Zeitschrift für Germanistik. Er schreibt regelmäßig für die Frankfurter Allgemeine Zeitung. 

## Schriften (Auswahl)

### Monografien
- Ernst Platners Anthropologie und Philosophie. Der „philosophische Arzt“ und seine Wirkung auf Johann Karl Wezel und Jean Paul.  Königshausen & Neumann, Würzburg 1989.
- Der gelehrte Narr. Gelehrtensatire seit der Aufklärung. Wallstein Verlag, Göttingen 2003.
- Karl Philipp Moritz. Literarische Experimente auf dem Weg zum psychologischen Roman. Wallstein Verlag, Göttingen 2006.
- Literarische Anthropologie. Die Neuentdeckung des Menschen. Akademie Verlag, Berlin 2008.
- Blitzlichter der Aufklärung. Köpfe — Kritiken — Konstellationen. Wehrhahn Verlag, Hannover 2010.
- Literarische Anthropologie. Die Neuentdeckung des Menschen. de Gruyter, Berlin/Boston 2016.
- „Es denkt“. Facetten der Aufklärung. Wehrhahn Verlag,  Hannover 2022, ISBN 978-3-86525-947-9.

### Herausgeber
- mit William M. Calder III: Berufungspolitik innerhalb der Altertumswissenschaft im wilhelminischen Preußen. Frankfurt am Main 1989.
- mit Johannes Birgfeld, Julia Bohnengel: Kotzebues Dramen – Ein Lexikon. Wehrhahn Verlag, Hannover 2011.
- Kriminalfallgeschichten. Sonderband V/14. Edition Text + Kritik im Richard Boorberg Verlag, München 2014.
- Literarische Anthropologie. Grundlagentexte zur ,Neuentdeckung des Menschen‘. de Gruyter, Berlin/Boston 2016.
- Christian Fürchtegott Gellert: Leben der schwedischen Gräfin von G***. Mit Dokumenten und Kommentaren. Reclam, Stuttgart 2019, ISBN 978-3-15-018610-7.
- mit Frieder von Ammon: 250 Jahre Werther. Wehrhahn Verlag, Hannover 2024, ISBN 978-3-98859-039-8.